# Fußball-Weltmeisterschaft 1970/Qualifikation
Die Qualifikation zur Fußball-Weltmeisterschaft 1970 diente zur Ermittlung der Teilnehmer an der Endrunde in Mexiko.

## Übersicht

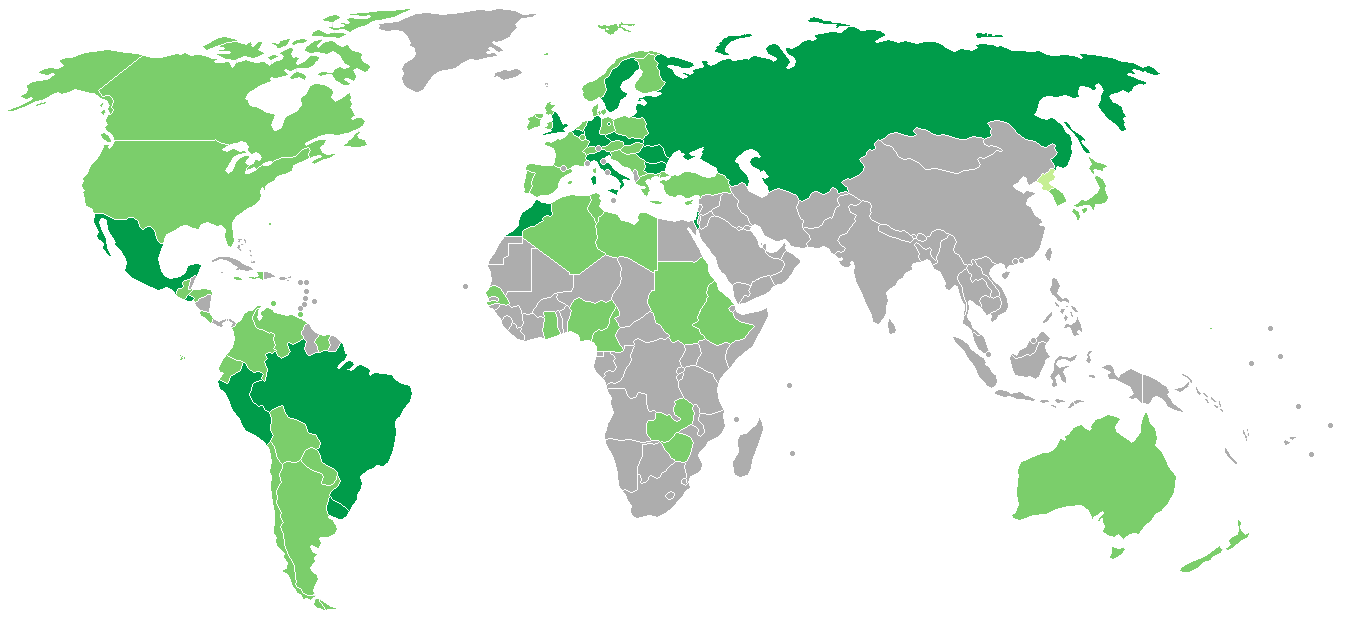
Teilnehmer der Qualifikation zur WM 1970

Für die Fußball-Weltmeisterschaft 1970 in Mexiko hatten 71 Mannschaften gemeldet, darunter
- 30 Mannschaften aus Europa
- 12 Mannschaften aus Afrika (Rhodesien aus politischen Gründen in der Asien-Ozeanien-Gruppe)
- 4 Mannschaften aus Asien
- 2 Mannschaften aus Ozeanien
- 10 Mannschaften aus Südamerika und
- 13 Mannschaften aus Nord- und Mittelamerika

Da Titelverteidiger England und Veranstalter Mexiko direkt qualifiziert waren und die WM-Endrunde mit 16 Mannschaften ausgetragen wurde, standen für die verbleibenden 69 Mannschaften 14 freie Endrundenplätze zur Verfügung. Diese wurden wie folgt verteilt:
| Titelverteidiger:            | England     |                  | Gastgeber:     | Mexiko      |
| 8 an Europa                  | Rumänien    | Tschechoslowakei | Italien        | Sowjetunion |
|                              | Schweden    | Belgien          | BR Deutschland | Bulgarien   |
| 3 an Südamerika              | Peru        | Brasilien        | Uruguay        |             |
| 1 an Nord- und Mittelamerika | El Salvador |                  |                |             |
| 1 an Afrika                  | Marokko     |                  |                |             |
| 1 an Asien und Ozeanien      | Israel      |                  |                |             |

Nur Nordkorea zog seine Meldung zurück, so dass insgesamt 68 Mannschaften Qualifikationsspiele bestritten, was einen neuen Teilnahmerekord bedeutete.

## Europäische Zone /UEFA
Aus Europa meldeten 30 Mannschaften für die Qualifikation zur Weltmeisterschaft 1970. England war als Titelverteidiger automatisch qualifiziert. Die restlichen 29 Mannschaften wurden auf acht Gruppen verteilt, darunter fünf Vierer- und drei Dreiergruppen. Die acht Gruppensieger qualifizierten sich für die WM 1970 in Mexiko. Bei Punktgleichheit auf dem ersten Rang entschieden nicht die Tore, sondern es gab ein Entscheidungsspiel auf neutralem Boden.

### Gruppe 1
Portugal, der WM-Dritte von 1966, galt als haushoher Favorit dieser Gruppe. Allenfalls der Schweiz räumte man Außenseiterchancen ein. Das erste Spiel gewannen die mit Weltstar Eusébio angetretenen Portugiesen plangemäß gegen Rumänien mit 3:0. Aber bereits das nächste Spiel gegen Griechenland ging mit 2:4 verloren. Eine bittere Heimniederlage gegen die Schweiz, der man sich trotz drückender Überlegenheit und 19:1 Ecken mit 0:2 geschlagen geben musste, leitete endgültig den Niedergang ein.
Am letzten Spieltag kam es in Bukarest zu einem echten Endspiel zwischen Rumänien (7:3 Punkte) und Griechenland (6:4 Punkte). Vor über 100.000 begeisterten Zuschauern trennte man sich 1:1. Rumänien hatte sich damit erstmals seit 1938 wieder für eine WM-Endrunde qualifiziert. Portugal, der große Favorit, wurde Gruppenletzter.
Tabelle
| Pl. | Mannschaft   | Sp. | S | U | N | Tore    | Diff. | Punkte |
| --- | ------------ | --- | - | - | - | ------- | ----- | ------ |
| 1.  | Rumänien     | 6   | 3 | 2 | 1 | 007:600 | +1    | 08:40  |
| 2.  | Griechenland | 6   | 2 | 3 | 1 | 013:900 | +4    | 07:50  |
| 3.  | Schweiz      | 6   | 2 | 1 | 3 | 005:800 | −3    | 05:70  |
| 4.  | Portugal     | 6   | 1 | 2 | 3 | 008:100 | −2    | 04:80  |

Spielergebnisse
| 12.10.1968 | Basel    | Schweiz      | – | Griechenland | 1:0 |
| 27.10.1968 | Lissabon | Portugal     | – | Rumänien     | 3:0 |
| 23.11.1968 | Bukarest | Rumänien     | – | Schweiz      | 2:0 |
| 11.12.1968 | Athen    | Griechenland | – | Portugal     | 4:2 |
| 16.04.1969 | Lissabon | Portugal     | – | Schweiz      | 0:2 |
| 16.04.1969 | Athen    | Griechenland | – | Rumänien     | 2:2 |

### Gruppe 2
Die unstrittigen Favoriten der Gruppe 2 waren die als etwa gleich stark eingeschätzten Ungarn und die Tschechoslowakei. Ungarn hatte 1966 Brasilien hinter sich gelassen, und die ČSSR war 1962 Vizeweltmeister geworden.
Nach Abschluss der Gruppenspiele standen beide Teams punktgleich an der Spitze. Gemäß dem damaligen Reglement wurde damit ein Entscheidungsspiel auf neutralem Platz erforderlich. Sollte es unentschieden ausfallen, würde das Torverhältnis der Abschlusstabelle entscheiden, und damit wäre Ungarn qualifiziert. Vor nur 8000 Zuschauern in Marseille trat Ungarn betont defensiv auf. Kurz vor der Halbzeitpause gingen die Tschechoslowaken in Führung. Die Ungarn erholten sich von dem Schock nicht mehr und verloren am Ende deutlich mit 1:4.
Tabelle
| Pl. | Mannschaft       | Sp. | S | U | N | Tore    | Diff. | Punkte |
| --- | ---------------- | --- | - | - | - | ------- | ----- | ------ |
| 1.  | Ungarn           | 6   | 4 | 1 | 1 | 016:700 | +9    | 09:30  |
| 2.  | Tschechoslowakei | 6   | 4 | 1 | 1 | 012:600 | +6    | 09:30  |
| 3.  | Dänemark         | 6   | 2 | 1 | 3 | 006:100 | −4    | 05:70  |
| 4.  | Irland           | 6   | 0 | 1 | 5 | 003:140 | −11   | 01:11  |

Spielergebnisse
| 25.09.1968 | Kopenhagen | Dänemark         | – | Tschechoslowakei | 0:3 |
| 20.10.1968 | Bratislava | Tschechoslowakei | – | Dänemark         | 1:0 |
| 04.05.1969 | Dublin     | Irland           | – | Tschechoslowakei | 1:2 |
| 25.05.1969 | Budapest   | Ungarn           | – | Tschechoslowakei | 2:0 |
| 27.05.1969 | Kopenhagen | Dänemark         | – | Irland           | 2:0 |
| 08.06.1969 | Dublin     | Irland           | – | Ungarn           | 1:2 |

Entscheidungsspiel
| Datum      |        | Ergebnis |                  | Ort       |
| ---------- | ------ | -------- | ---------------- | --------- |
| 03.12.1969 | Ungarn | 1:4      | Tschechoslowakei | Marseille |

### Gruppe 3
Der amtierende Europameister Italien traf in der Gruppe 3 auf Wales (letzte WM-Teilnahme 1958) und die DDR, die sich zuvor noch nie für eine WM-Endrunde qualifizieren konnte. Das erste Spiel gewannen die Südeuropäer in Cardiff mit Mühe gegen die nahezu pausenlos anstürmenden Waliser mit 1:0. Ein Konter von Luigi Riva brachte die Entscheidung. Im zweiten Spiel gegen die DDR geriet man zwei Mal in Rückstand, konnte aber jeweils ausgleichen. Mit etwas Glück hatte Italien somit die beiden Auswärtsspiele überstanden. Durch ungefährdete Heimsiege konnte anschließend die Qualifikation knapp vor der DDR gesichert werden.
Tabelle
| Pl. | Mannschaft | Sp. | S | U | N | Tore    | Diff. | Punkte |
| --- | ---------- | --- | - | - | - | ------- | ----- | ------ |
| 1.  | Italien    | 4   | 3 | 1 | 0 | 010:300 | +7    | 07:10  |
| 2.  | DDR        | 4   | 2 | 1 | 1 | 007:700 | ±0    | 05:30  |
| 3.  | Wales      | 4   | 0 | 0 | 4 | 003:100 | −7    | 0:80   |

Spielergebnisse
| 23.10.1968 | Cardiff    | Wales | – | Italien | 0:1 |
| 29.03.1969 | Ost-Berlin | DDR   | – | Italien | 2:2 |
| 16.04.1969 | Dresden    | DDR   | – | Wales   | 2:1 |

### Gruppe 4
Die Mannschaft der UdSSR war eindeutiger Favorit der Gruppe 4. Nachdem jedoch Nordirland, das ohne seinen verletzten Star George Best antreten musste, überraschend das Auswärtsspiel gegen die Türkei mit 3:0 gewonnen hatte, war der Ausgang der Qualifikation offen. In Belfast erreichte die favorisierte UdSSR-Auswahl anschließend ein glückliches 0:0 gegen die pausenlos anstürmenden Nordiren, die zwei Lattentreffer verbuchen konnten. Die verbleibenden Spiele wurden von der sowjetischen Mannschaft glatt gewonnen, so dass sie sich letztendlich doch noch ungefährdet für die WM Endrunde qualifizieren konnte.
Tabelle
| Pl. | Mannschaft  | Sp. | S | U | N | Tore    | Diff. | Punkte |
| --- | ----------- | --- | - | - | - | ------- | ----- | ------ |
| 1.  | Sowjetunion | 4   | 3 | 1 | 0 | 008:100 | +7    | 07:10  |
| 2.  | Nordirland  | 4   | 2 | 1 | 1 | 007:300 | +4    | 05:30  |
| 3.  | Türkei      | 4   | 0 | 0 | 4 | 002:130 | −11   | 0:80   |

Spielergebnisse
| 23.10.1968 | Belfast  | Nordirland | – | Türkei     | 4:1 |
| 11.12.1968 | Istanbul | Türkei     | – | Nordirland | 0:3 |
| 10.09.1969 | Belfast  | Nordirland | – | UdSSR      | 0:0 |

### Gruppe 5
Die Vorentscheidung um den Gruppensieg fiel bereits im zweiten Spiel, als Frankreich eine sensationelle Heimniederlage gegen das drittklassige Norwegen hinnehmen musste. Da die Schweden ihre beiden Spiele gegen Norwegen gewonnen hatten, würde ein Heimsieg im vorletzten Gruppenspiel gegen Frankreich zum Gruppensieg reichen. Die Skandinavier schafften es, Freigaben für ihre Auslandslegionäre zu erreichen, und hatten wenig Mühe, Frankreich mit 2:0 zu besiegen. Das abschließende Gruppenspiel in Paris war ohne Bedeutung, Schweden war als uneinholbarer Gruppensieger für Mexiko qualifiziert.
Tabelle
| Pl. | Mannschaft | Sp. | S | U | N | Tore    | Diff. | Punkte |
| --- | ---------- | --- | - | - | - | ------- | ----- | ------ |
| 1.  | Schweden   | 4   | 3 | 0 | 1 | 012:500 | +7    | 06:20  |
| 2.  | Frankreich | 4   | 2 | 0 | 2 | 006:400 | +2    | 04:40  |
| 3.  | Norwegen   | 4   | 1 | 0 | 3 | 004:130 | −9    | 02:60  |

Spielergebnisse
| 09.10.1968 | Stockholm  | Schweden   | – | Norwegen | 5:0 |
| 06.11.1968 | Strasbourg | Frankreich | – | Norwegen | 0:1 |
| 19.06.1969 | Oslo       | Norwegen   | – | Schweden | 2:5 |

### Gruppe 6
In der Gruppe 6 kämpften zwei der stärksten europäischen Mannschaften, Spanien und Jugoslawien, um den Gruppensieg. Doch zunächst übernahm Belgien durch zwei Siege über den krassen Außenseiter Finnland die Tabellenführung. Durch einen hart erkämpften Heimsieg gegen Jugoslawien konnte diese Position noch gefestigt werden. Die Belgier gingen zunächst mit 1:0 in Führung. Die Jugoslawen reagierten mit übergroßer Härte. Es kam zu drei Platzverweisen. Am Ende musste sogar die Polizei eingreifen.
In der nächsten Begegnung trotzten die Belgier, die auf ihren verletzten Star Paul van Himst verzichten mussten, den Spaniern in Madrid ein Unentschieden ab und setzten sich damit endgültig an der Tabellenspitze fest. Die Entscheidung fiel acht Wochen später im Rückspiel. In einem hochdramatischen Match konnten die Belgier einen knappen 2:1-Vorsprung gegen die pausenlos anrennenden Spanier über die Zeit retten. Da sich Spanien und Jugoslawien gegenseitig die Punkte abnahmen, war damit Belgien seit 1954 erstmals wieder für eine WM-Endrunde qualifiziert.
Tabelle
| Pl. | Mannschaft  | Sp. | S | U | N | Tore    | Diff. | Punkte |
| --- | ----------- | --- | - | - | - | ------- | ----- | ------ |
| 1.  | Belgien     | 6   | 4 | 1 | 1 | 014:800 | +6    | 09:30  |
| 2.  | Jugoslawien | 6   | 2 | 3 | 1 | 019:700 | +12   | 07:50  |
| 3.  | Spanien     | 6   | 2 | 2 | 2 | 010:600 | +4    | 06:60  |
| 4.  | Finnland    | 6   | 1 | 0 | 5 | 006:280 | −22   | 02:10  |

Spielergebnisse
| 19.06.1968 | Helsinki | Finnland    | – | Belgien     | 1:2 |
| 25.09.1968 | Belgrad  | Jugoslawien | – | Finnland    | 9:1 |
| 09.10.1968 | Waregem  | Belgien     | – | Finnland    | 6:1 |
| 16.10.1968 | Brüssel  | Belgien     | – | Jugoslawien | 3:0 |
| 27.10.1968 | Belgrad  | Jugoslawien | – | Spanien     | 0:0 |
| 11.12.1968 | Madrid   | Spanien     | – | Belgien     | 1:1 |

### Gruppe 7
Die Bundesrepublik Deutschland war eindeutiger Favorit der Gruppe 7, hatte allerdings noch nie zuvor gegen Schottland gewonnen. Der Österreichische Fußballbund hatte erst Anfang September 1967 beschlossen, an der Weltmeisterschaft teilnehmen zu wollen.
Der Grundstein für eine erneute WM-Endrundenteilnahme des bundesdeutschen Teams wurde am 13. Oktober 1968 in Wien gelegt, als eine ersatzgeschwächte deutsche Mannschaft gegen Österreich mit Mühe 2:0 gewann. Im zweiten Auswärtsspiel gegen Zypern kam der ohne Franz Beckenbauer angetretene amtierende Vizeweltmeister durch ein von Gerd Müller in der Nachspielzeit erzieltes Tor zu einem glücklichen 1:0-Erfolg. Durch einen Poststreik auf der Mittelmeerinsel konnte das Ergebnis erst mit mehrstündiger Verspätung übermittelt werden.
Im dritten Auswärtsspiel in Folge trotzte die deutsche Nationalmannschaft im Glasgower Hampden Park den Schotten, die zuvor Österreich mit 2:1 geschlagen hatten, in einem hart umkämpften Spiel ein 1:1 ab. Die Führung erzielte Gerd Müller kurz vor der Halbzeitpause, der Ausgleich fiel unmittelbar vor Spielende. Im Rückspiel gegen Österreich hatte die deutsche Mannschaft unerwartet viel Mühe mit dem Gegner. Erst durch ein erneutes Müller-Tor zwei Minuten vor Schluss konnte der knappe Sieg gesichert werden.
Am 22. Oktober 1969 kam es in Hamburg zur entscheidenden Begegnung gegen Schottland. Nach einem Fehler von Sepp Maier war Deutschland bereits in der dritten Minute in Rückstand geraten. Der Ausgleich konnte erst eine halbe Stunde später erzielt werden. Eine zwischenzeitliche deutsche Führung wurde von Schottland praktisch im Gegenzug ausgeglichen. Den Siegtreffer erzielte Reinhard Libuda mit einem bemerkenswerten Alleingang in der 78. Minute.
Tabelle
| Pl. | Mannschaft     | Sp. | S | U | N | Tore    | Diff. | Punkte |
| --- | -------------- | --- | - | - | - | ------- | ----- | ------ |
| 1.  | BR Deutschland | 6   | 5 | 1 | 0 | 020:300 | +17   | 11:10  |
| 2.  | Schottland     | 6   | 3 | 1 | 2 | 018:700 | +11   | 07:50  |
| 3.  | Österreich     | 6   | 3 | 0 | 3 | 012:700 | +5    | 06:60  |
| 4.  | Zypern         | 6   | 0 | 0 | 6 | 002:350 | −33   | 0:12   |

Spielergebnisse
| 19.05.1968 | Wien    | Österreich | – | Zypern         | 07:1 |
| 13.10.1968 | Wien    | Österreich | – | BR Deutschland | 00:2 |
| 06.11.1968 | Glasgow | Schottland | – | Österreich     | 02:1 |
| 23.11.1968 | Nikosia | Zypern     | – | BR Deutschland | 00:1 |
| 11.12.1968 | Nikosia | Zypern     | – | Schottland     | 00:5 |
| 16.04.1969 | Glasgow | Schottland | – | BR Deutschland | 01:1 |

### Gruppe 8
Die Gruppe 8 hatte keinen eindeutigen Favoriten. Bulgarien, Polen und die Niederlande wurden als etwa gleich stark angesehen, Luxemburg galt lediglich als Punktelieferant. Nachdem die Favoriten jeweils ihre Heimspiele gewonnen hatten, kam es am 22. Oktober 1969 in Rotterdam zur Entscheidung um den Gruppensieg, als Bulgarien ein 1:1-Unentschieden erreichte. Die Holländer hatten dabei auf ihren Jungstar Johan Cruyff verzichtet, der wegen Disziplinlosigkeit intern gesperrt war. Den Bulgaren reichte damit trotz der folgenden 0:3-Niederlage in Polen ein Sieg gegen Luxemburg im letzten Spiel, um sich zum dritten Mal in Folge nach 1962 und 1966 für die WM zu qualifizieren. Die unterlegenen Mannschaften, Polen und die Niederlande, sollten bei der nächsten WM 1974 in Deutschland eine große Rolle spielen.
Tabelle
| Pl. | Mannschaft  | Sp. | S | U | N | Tore    | Diff. | Punkte |
| --- | ----------- | --- | - | - | - | ------- | ----- | ------ |
| 1.  | Bulgarien   | 6   | 4 | 1 | 1 | 012:700 | +5    | 09:30  |
| 2.  | Polen       | 6   | 4 | 0 | 2 | 019:800 | +11   | 08:40  |
| 3.  | Niederlande | 6   | 3 | 1 | 2 | 009:500 | +4    | 07:50  |
| 4.  | Luxemburg   | 6   | 0 | 0 | 6 | 004:240 | −20   | 0:12   |

Spielergebnisse
| 04.09.1968 | Rotterdam | Luxemburg   | – | Niederlande | 0:2 |
| 27.10.1968 | Sofia     | Bulgarien   | – | Niederlande | 2:0 |
| 26.03.1969 | Rotterdam | Niederlande | – | Luxemburg   | 4:0 |
| 20.04.1969 | Krakau    | Polen       | – | Luxemburg   | 8:1 |
| 23.04.1969 | Sofia     | Bulgarien   | – | Luxemburg   | 2:1 |
| 07.05.1969 | Rotterdam | Niederlande | – | Polen       | 1:0 |

## Südamerikanische Zone/CONMEBOL
Alle zehn südamerikanischen Nationalmannschaften nahmen an der Qualifikation zur WM 1970 teil. Gespielt wurde in zwei Dreiergruppen und einer Vierergruppe. Die drei Gruppensieger qualifizierten sich für die Weltmeisterschaft in Mexiko.

### Gruppe 1
Tabelle
| Pl. | Mannschaft  | Sp. | S | U | N | Tore    | Diff. | Punkte |
| --- | ----------- | --- | - | - | - | ------- | ----- | ------ |
| 1.  | Peru        | 4   | 2 | 1 | 1 | 007:400 | +3    | 05:30  |
| 2.  | Bolivien    | 4   | 2 | 0 | 2 | 005:600 | −1    | 04:40  |
| 3.  | Argentinien | 4   | 1 | 1 | 2 | 004:600 | −2    | 03:50  |

Spielergebnisse:
| 27.07.1969 | La Paz | Bolivien | – | Argentinien | 3:1 |
| 03.08.1969 | Lima   | Peru     | – | Argentinien | 1:0 |
| 10.08.1969 | La Paz | Bolivien | – | Peru        | 2:1 |

### Gruppe 2
Tabelle
| Pl. | Mannschaft | Sp. | S | U | N | Tore    | Diff. | Punkte |
| --- | ---------- | --- | - | - | - | ------- | ----- | ------ |
| 1.  | Brasilien  | 6   | 6 | 0 | 0 | 023:200 | +21   | 12:0   |
| 2.  | Paraguay   | 6   | 4 | 0 | 2 | 006:500 | +1    | 08:40  |
| 3.  | Kolumbien  | 6   | 1 | 1 | 4 | 007:120 | −5    | 03:90  |
| 4.  | Venezuela  | 6   | 0 | 1 | 5 | 001:180 | −17   | 01:11  |

Spielergebnisse:
| 27.07.1969 | Bogotá  | Kolumbien | – | Venezuela | 3:0 |
| 02.08.1969 | Caracas | Venezuela | – | Kolumbien | 1:1 |
| 06.08.1969 | Caracas | Venezuela | – | Paraguay  | 0:2 |
| 06.08.1969 | Bogotá  | Kolumbien | – | Brasilien | 0:2 |
| 10.08.1969 | Caracas | Venezuela | – | Brasilien | 0:5 |
| 10.08.1969 | Bogotá  | Kolumbien | – | Paraguay  | 0:1 |

### Gruppe 3
Tabelle
| Pl. | Mannschaft | Sp. | S | U | N | Tore    | Diff. | Punkte |
| --- | ---------- | --- | - | - | - | ------- | ----- | ------ |
| 1.  | Uruguay    | 4   | 3 | 1 | 0 | 005:000 | +5    | 07:10  |
| 2.  | Chile      | 4   | 1 | 2 | 1 | 005:400 | +1    | 04:40  |
| 3.  | Ecuador    | 4   | 0 | 1 | 3 | 002:800 | −6    | 01:70  |

Spielergebnisse:
| 06.07.1969 | Guayaquil  | Ecuador | – | Uruguay | 0:2 |
| 13.07.1969 | Santiago   | Chile   | – | Uruguay | 0:0 |
| 20.07.1969 | Montevideo | Uruguay | – | Ecuador | 1:0 |

## Nord-, Zentralamerikanische und Karibische Zone/CONCACAF
In der CONCACAF-Zone spielten zwölf Teams in vier Dreiergruppen. Die vier Gruppensieger qualifizierten sich für das Halbfinale. Halbfinale und Finale wurden in Hin- und Rückspielen ausgetragen. Der Sieger des Finales qualifizierte sich für die WM-Endrunde. Gastgeber Mexiko war automatisch für die Weltmeisterschaft 1970 qualifiziert. Letztendlich konnte die Mannschaft von El Salvador unter glücklichen Umständen den freien Startplatz ergattern, nachdem sich diese sowohl im Halbfinale gegen Honduras als auch im Finale gegen Haiti erst in der Verlängerung eines Entscheidungsspieles durchsetzen konnte.
Die Qualifikationsspiele zwischen El Salvador und Honduras bildeten den Auslöser für den sogenannten Fußballkrieg, eine militärische Auseinandersetzung zwischen beiden Ländern vom 14. bis 18. Juli 1969, der auf beiden Seiten etwa 2000 Menschen zum Opfer fielen.

### Gruppe 1
Tabelle
| Pl. | Mannschaft | Sp. | S | U | N | Tore    | Diff. | Punkte |
| --- | ---------- | --- | - | - | - | ------- | ----- | ------ |
| 1.  | USA        | 4   | 3 | 0 | 1 | 011:600 | +5    | 06:20  |
| 2.  | Kanada     | 4   | 2 | 1 | 1 | 008:300 | +5    | 05:30  |
| 3.  | Bermuda    | 4   | 0 | 1 | 3 | 002:120 | −10   | 01:70  |

Spielergebnisse
| 06.10.1968 | Toronto  | Kanada  | – | Bermuda | 4:0 |
| 13.10.1968 | Toronto  | Kanada  | – | USA     | 4:2 |
| 20.10.1968 | Hamilton | Bermuda | – | Kanada  | 0:0 |

### Gruppe 2
Tabelle
| Pl. | Mannschaft        | Sp. | S | U | N | Tore    | Diff. | Punkte |
| --- | ----------------- | --- | - | - | - | ------- | ----- | ------ |
| 1.  | Haiti             | 4   | 2 | 1 | 1 | 009:500 | +4    | 05:30  |
| 2.  | Guatemala         | 4   | 1 | 2 | 1 | 005:300 | +2    | 04:40  |
| 3.  | Trinidad & Tobago | 4   | 1 | 1 | 2 | 004:100 | −6    | 03:50  |

Spielergebnisse
| 17.11.1968 | Guatemala-Stadt | Guatemala         | – | Trinidad & Tobago | 4:0 |
| 20.11.1968 | Guatemala-Stadt | Trinidad & Tobago | – | Guatemala         | 0:0 |
| 23.11.1968 | Port-au-Prince  | Trinidad & Tobago | – | Haiti             | 0:4 |

### Gruppe 3
Tabelle
| Pl. | Mannschaft | Sp. | S | U | N | Tore    | Diff. | Punkte |
| --- | ---------- | --- | - | - | - | ------- | ----- | ------ |
| 1.  | Honduras   | 4   | 3 | 1 | 0 | 007:200 | +5    | 07:10  |
| 2.  | Costa Rica | 4   | 2 | 1 | 1 | 007:300 | +4    | 05:30  |
| 3.  | Jamaika    | 4   | 0 | 0 | 4 | 002:110 | −9    | 0:80   |

Spielergebnisse
| 27.11.1968 | San José    | Costa Rica | – | Jamaika    | 3:0 |
| 01.12.1968 | San José    | Jamaika    | – | Costa Rica | 1:3 |
| 05.12.1968 | Tegucigalpa | Honduras   | – | Jamaika    | 3:1 |

### Gruppe 4
Tabelle
| Pl. | Mannschaft               | Sp. | S | U | N | Tore    | Diff. | Punkte |
| --- | ------------------------ | --- | - | - | - | ------- | ----- | ------ |
| 1.  | El Salvador              | 4   | 3 | 0 | 1 | 010:500 | +5    | 06:20  |
| 2.  | Niederländisch-Guayana   | 4   | 2 | 0 | 2 | 010:900 | +1    | 04:40  |
| 3.  | Niederländische Antillen | 4   | 1 | 0 | 3 | 003:900 | −6    | 02:60  |

Spielergebnisse
| 24.11.1968 | Paramaribo   | Niederl.-Guayana  | – | Niederl. Antillen | 6:0 |
| 01.12.1968 | San Salvador | El Salvador       | – | Niederl.-Guayana  | 6:0 |
| 05.12.1968 | Oranjestad   | Niederl. Antillen | – | Niederl.-Guayana  | 2:0 |

### Halbfinale
| Datum      |       | Ergebnis |       | Ort            |
| ---------- | ----- | -------- | ----- | -------------- |
| 20.04.1969 | Haiti | 2:0      | USA   | Port-au-Prince |
| 11.05.1969 | USA   | 0:1      | Haiti | San Diego      |
| Gesamt:    | Haiti | 3:0      | USA   |                |

| Datum      |             | Ergebnis |             | Ort          |
| ---------- | ----------- | -------- | ----------- | ------------ |
| 08.06.1969 | Honduras    | 1:0      | El Salvador | Tegucigalpa  |
| 15.06.1969 | El Salvador | 3:0      | Honduras    | San Salvador |
| Gesamt:    | Honduras    | 1:3      | El Salvador |              |

Entscheidungsspiel
| Datum      |             | Ergebnis  |          | Ort          |
| ---------- | ----------- | --------- | -------- | ------------ |
| 26.06.1969 | El Salvador | 3:2 n. V. | Honduras | Mexiko-Stadt |

### Finale
| Datum      |             | Ergebnis |             | Ort            |
| ---------- | ----------- | -------- | ----------- | -------------- |
| 21.09.1969 | Haiti       | 1:2      | El Salvador | Port-au-Prince |
| 28.09.1969 | El Salvador | 0:3      | Haiti       | San Salvador   |
| Gesamt:    | Haiti       | 4:2      | El Salvador |                |

Entscheidungsspiel
| Datum      |             | Ergebnis  |       | Ort      |
| ---------- | ----------- | --------- | ----- | -------- |
| 08.10.1969 | El Salvador | 1:0 n. V. | Haiti | Kingston |

## Asiatische Zone/AFCund Ozeanische Zone/OFC
Nur vier asiatische Verbände gaben eine Meldung zur Qualifikation ab. Hinzu kamen mit Australien und Neuseeland zwei Verbände aus der Ozeanischen Zone. Zudem wurde Rhodesien aufgrund seiner Rassenpolitik der Asiatischen Zone zugeordnet. Der Austragungsmodus sah vor, dass die Mannschaften in jeder Gruppe jeweils ein Hin- und ein Rückspiel bestritten. Bei Punktgleichheit der beiden Erstplatzierten blieb die Tordifferenz unberücksichtigt, stattdessen wurde ein Entscheidungsspiel ausgetragen.
Zunächst spielten die asiatischen und die ozeanischen Teilnehmer in zwei Dreiergruppen gegeneinander. Australien bezwang sowohl Japan, als auch Südkorea und traf als Sieger der Gruppe A anschließend auf Rhodesien. Nachdem sich die Australier auch in diesem Duell durchsetzen konnten, traten sie gegen den Sieger der Gruppe B Israel. Diese mussten sich in ihrer Gruppe lediglich gegen die Mannschaft aus Neuseeland behaupten, da sich Nordkorea weigerte, in Israel zu spielen und daraufhin von der FIFA disqualifiziert wurde. Israel konnte sich im Kampf um den einzigen Startplatz gegen Australien durchsetzen.

### Gruppe A
Tabelle
| Pl. | Mannschaft | Sp. | S | U | N | Tore    | Diff. | Punkte |
| --- | ---------- | --- | - | - | - | ------- | ----- | ------ |
| 1.  | Australien | 4   | 2 | 2 | 0 | 007:400 | +3    | 06:20  |
| 2.  | Südkorea   | 4   | 1 | 2 | 1 | 006:500 | +1    | 04:40  |
| 3.  | Japan      | 4   | 0 | 2 | 2 | 004:800 | −4    | 02:60  |

Spielergebnisse
| 10.10.1969 | Seoul | Australien | – | Japan    | 3:1 |
| 12.10.1969 | Seoul | Japan      | – | Südkorea | 2:2 |
| 14.10.1969 | Seoul | Australien | – | Südkorea | 2:1 |

Entscheidungsspiel
| Datum      |            | Ergebnis |            | Ort              |
| ---------- | ---------- | -------- | ---------- | ---------------- |
| 23.11.1969 | Australien | 1:1      | Rhodesien  | Lourenço Marques |
| 27.11.1969 | Rhodesien  | 0:0      | Australien | Lourenço Marques |
| Gesamt:    | Australien | 1:1      | Rhodesien  |                  |

Entscheidungsspiel
| Datum      |            | Ergebnis |           | Ort              |
| ---------- | ---------- | -------- | --------- | ---------------- |
| 29.11.1969 | Australien | 3:1      | Rhodesien | Lourenço Marques |

### Gruppe B
Tabelle
| 1. | Israel     | 2               | 2               | 0               | 0               | 006:000         | +6              | 04:0            |                 |                 |
| 2. | Neuseeland | 2               | 0               | 0               | 2               | 000:600         | −6              | 0:40            |                 |                 |
|    | Nordkorea  | disqualifiziert | disqualifiziert | disqualifiziert | disqualifiziert | disqualifiziert | disqualifiziert | disqualifiziert | disqualifiziert | disqualifiziert |

Spielergebnisse
| 28.09.69 | Tel Aviv | Israel | – | Neuseeland | 4:0 |

### Finale
| Datum      |            | Ergebnis |            | Ort       |
| ---------- | ---------- | -------- | ---------- | --------- |
| 04.12.1969 | Israel     | 1:0      | Australien | Ramat Gan |
| 14.12.1969 | Australien | 1:1      | Israel     | Sydney    |
| Gesamt:    | Israel     | 2:1      | Australien |           |

## Afrikanische Zone/CAF
Elf afrikanische Mannschaften spielten in zwei K.-o.-Runden drei Teilnehmer der Endrunde aus. Afrikameister Ghana hatte in der ersten Runde ein Freilos. Marokko konnte sich in der Endrunde gegen die Mannschaften aus Nigeria und Sudan behaupten und qualifizierte sich so für die WM-Endrunde in Mexiko.

### Erste Runde
| Datum      |          | Ergebnis |          | Ort    |
| ---------- | -------- | -------- | -------- | ------ |
| 17.11.1968 | Algerien | 1:2      | Tunesien | Algier |
| 29.12.1968 | Tunesien | 0:0      | Algerien | Tunis  |
| Gesamt:    | Algerien | 1:2      | Tunesien |        |

| Datum      |         | Ergebnis |         | Ort        |
| ---------- | ------- | -------- | ------- | ---------- |
| 03.11.1968 | Marokko | 1:0      | Senegal | Casablanca |
| 05.01.1969 | Senegal | 2:1      | Marokko | Dakar      |
| Gesamt:    | Marokko | 2:2      | Senegal |            |

#### Entscheidungsspiel
| Datum      |         | Ergebnis |         | Ort        |
| ---------- | ------- | -------- | ------- | ---------- |
| 13.02.1969 | Marokko | 2:0      | Senegal | Las Palmas |

| Datum      |           | Ergebnis |           | Ort         |
| ---------- | --------- | -------- | --------- | ----------- |
| 26.01.1969 | Libyen    | 2:0      | Äthiopien | Tripolis    |
| 09.02.1969 | Äthiopien | 5:1      | Libyen    | Addis Abeba |
| Gesamt:    | Libyen    | 3:5      | Äthiopien |             |

| Datum      |        | Ergebnis  |         | Ort     |
| ---------- | ------ | --------- | ------- | ------- |
| 27.10.1968 | Sambia | 4:2       | Sudan   | Ndola   |
| 08.11.1968 | Sudan  | 4:2 n. V. | Sambia  | Khartum |
| Gesamt:    | Sambia | 6:6       | Sudan 1 |         |

| Datum      |         | Ergebnis |         | Ort    |
| ---------- | ------- | -------- | ------- | ------ |
| 07.12.1968 | Nigeria | 1:1      | Kamerun | Lagos  |
| 22.12.1968 | Kamerun | 2:3      | Nigeria | Douala |
| Gesamt:    | Nigeria | 4:3      | Kamerun |        |

### Zweite Runde
| Datum      |          | Ergebnis  |          | Ort        |
| ---------- | -------- | --------- | -------- | ---------- |
| 27.04.1969 | Tunesien | 0:0       | Marokko  | Tunis      |
| 18.05.1969 | Marokko  | 0:0 n. V. | Tunesien | Casablanca |
| Gesamt:    | Tunesien | 0:0       | Marokko  |            |

#### Entscheidungsspiel
| Datum      |         | Ergebnis        |          | Ort       |
| ---------- | ------- | --------------- | -------- | --------- |
| 13.06.1969 | Marokko | (M)2:2 n. V.(M) | Tunesien | Marseille |

| Datum      |           | Ergebnis |           | Ort         |
| ---------- | --------- | -------- | --------- | ----------- |
| 04.05.1969 | Äthiopien | 1:1      | Sudan     | Addis Abeba |
| 11.05.1969 | Sudan     | 3:1      | Äthiopien | Khartum     |
| Gesamt:    | Äthiopien | 2:4      | Sudan     |             |

| Datum      |         | Ergebnis |         | Ort    |
| ---------- | ------- | -------- | ------- | ------ |
| 10.05.1969 | Nigeria | 2:1      | Ghana   | Ibadan |
| 18.05.1969 | Ghana   | 1:1      | Nigeria | Accra  |
| Gesamt:    | Nigeria | 3:2      | Ghana   |        |

### Endrunde
Tabelle
| Pl. | Mannschaft | Sp. | S | U | N | Tore    | Diff. | Punkte |
| --- | ---------- | --- | - | - | - | ------- | ----- | ------ |
| 1.  | Marokko    | 4   | 2 | 1 | 1 | 005:300 | +2    | 05:30  |
| 2.  | Nigeria    | 4   | 2 | 0 | 2 | 008:700 | +1    | 04:40  |
| 3.  | Sudan      | 4   | 1 | 1 | 2 | 005:800 | −3    | 03:50  |

Spielergebnisse
| 9=Ibadan     | Nigeria | – | Sudan   | 2:2 |
| 9=Casablanca | Marokko | – | Nigeria | 2:1 |
| 9=Khartum    | Sudan   | – | Nigeria | 3:3 |

## Beste Torschützen
Fett gesetzte Spieler konnten sich mit ihren Mannschaften für die WM qualifizieren.
| Rang | Name                 | Verband  | Tore | Spiele |
| --- | -------------------- | -------- | ---- | ------ |
| 01 | Tostão               | CONMEBOL | 10   | 06     |
| 02 | Gerd Müller          | UEFA     | 09   | 06     |
| 03 | Włodzimierz Lubański | UEFA     | 07   | 06     |
| | Luigi Riva           | UEFA     | 07   | 04     |
| 05 | Johan Devrindt       | UEFA     | 06   | 04     |
| | Pelé                 | CONMEBOL | 06   | 06     |
| | Ove Kindvall         | UEFA     | 06   | 04     |
| | Kazimierz Deyna      | UEFA     | 06   | 06     |
| Quelle: IX. Fußball-Weltmeisterschaft Mexico 1970 von Hennes Weisweiler, Bertelsmann Sachbuchverlag 1970 |                      |          |      |        |